# Municipio de Bucks
El municipio de Bucks (en inglés: Bucks Township) es un municipio ubicado en el condado de Tuscarawas en el estado estadounidense de Ohio. En el año 2010 tenía una población de 1776 habitantes y una densidad poblacional de 30,31 personas por km².

## Geografía
El municipio de Bucks se encuentra ubicado en las coordenadas 40°23′54″N 81°40′25″O / 40.39833, -81.67361. Según la Oficina del Censo de los Estados Unidos, el municipio tiene una superficie total de 58.6 km², de la cual 58,58 km² corresponden a tierra firme y (0,02 %) 0,01 km² es agua.

## Demografía
Según el censo de 2010, había 1776 personas residiendo en el municipio de Bucks. La densidad de población era de 30,31 hab./km². De los 1776 habitantes, el municipio de Bucks estaba compuesto por el 98,7 % blancos, el 0,28 % eran afroamericanos, el 0,23 % eran asiáticos, el 0,11 % eran de otras razas y el 0,68 % eran de una mezcla de razas. Del total de la población el 1,01 % eran hispanos o latinos de cualquier raza.